# Butamifos
Butamifos ist ein Pflanzenschutzwirkstoff aus der Gruppe der Herbizide, das zur Bekämpfung von Unkräutern eingesetzt wird.

## Darstellung
Die Synthese von Butamifos verläuft ausgehend von N-[Chlor(ethoxy)phosphinothioyl]butan-2-amin und 5-Methyl-2-nitrophenol und ist in der folgenden Reaktionssequenz beschrieben:

## Eigenschaften
Butamifos ist ein chirales Molekül. Im technischen Produkt kommt eine Mischung des R- und S-Isomers zum Einsatz.
In einer Studie wurde der Grad der Pestizidverschmutzung in Boden und Wasser eines landwirtschaftlich intensiven Gebietes in Nepal untersucht. Dabei wurden Endosulfan, Iprobenfos, Monocrotophos, Mevinphos und Butamifos in Wasserproben nachgewiesen, während Cypermethrin, Dichlorvos und Cyfluthrin in Bodenproben nachgewiesen wurden. Die erhöhte Konzentration von Butamifos im Gewässer könnte auf eine höhere Wasserlöslichkeit und eine geringere Affinität zur Adsorption im Boden zurückzuführen sein.

## Anwendung und Wirkungsweise
Butamifos findet Anwendung bei Bohnen, Rasenflächen und verschiedenen Gemüsesorten.
Der Wirkstoff ist ein nicht-systemisches, selektives Herbizid. Die Wirkung beruht auf der Hemmung der Bildung von Mikrotubuli. Zudem  wirkt es als Acetylcholinesterasehemmer, wodurch es für Säugetiere moderat toxisch ist.

## Handelsname
Ein Pflanzenschutzmittel mit dem Wirkstoff Butamifos wird unter dem Handelsnamen Cremart vermarktet.

## Zulassung
In der Europäischen Union sowie der Schweiz sind keine Pflanzenschutzmittel mit Butamifos zugelassen.